# Jon Erguin Dorronsoro
Jon Erguin (Beasain, Gipuzkoa, 12 de junio de 1980) es un deportista multidisciplinar vasco , especializado en Duatlón de Montaña, Triatlón de Invierno, Esquí de Fondo y Mountain Bike.

## Trayectoria deportiva
Desde joven practicó varios deportes y en 2004 empezó a entrenar y competir en categoría absoluta. Sus primeras carreras fueron en Esquí de Fondo, para luego comenzar con Duatlones Cross, duatlones de Montaña y Triatlones de Invierno. Tras conseguir varias victorias y títulos de Euskadi y de España, y resultados destacados en citas internacionales, en 2015 decidió pasarse al MTB. En dos años consiguió ganar varias carreras de entidad, proclamarse campeón de Euskadi y participar en el Campeonato del Mundo XCM y en la Copa del Mundo de XCO. Siguió compitiendo hasta el 2022.

## Palmarés

### Campeón de Euskadi
- Duatlón Cross/ Duatlón Montaña– (2009, 2010, 2011, 2012, 2013, 2017) [2]
- Esquí de fondo – (2004, 2005, 2010, 2011, 2021) [3]
- MTB XCO – (2017)
- Triatlón de invierno – (2011)
- Triatlón cross – (2015)

### Campeón de España
- Triatlón de invierno – (2012, 2013) [4]

### Principales resultados internacionales
- Campeonato de Mundo Triatlón Invierno (9) – 2012 Jämijärvi [5]
- Campeonato de Europa Triatlón Invierno (5) - 2012 Carcoforo
- Copa de Europa Triatlón Invierno (2) - 2012 Oberstaufen
- Campeonato de Mundo MTB XCM (63) - 2016 Laissac.